# اوت-بانیو (بخش)
اوت-بانیو (به لاتین: Haute-Banio) یک منطقهٔ مسکونی در گابن است که در استان نیانگا واقع شده‌است. اوت-بانیو ۱٬۴۱۳ نفر جمعیت دارد.